# Винттер, Лоренцо
Лоренцо Винттер (исп. Lorenzo Vintter; 11 октября 1842, Буэнос-Айрес — 5 июля 1915, Буэнос-Айрес) — аргентинский военный, участник в гражданской войны в Аргентине, Парагвайской войны, Завоевания пустыни и завоевания Гран-Чако. Губернатор Патагонии (1882—1884), национальной территории Рио-Негро (1884—1888) и национальной территории Формоса (1901—1902).

## Биография и карьера

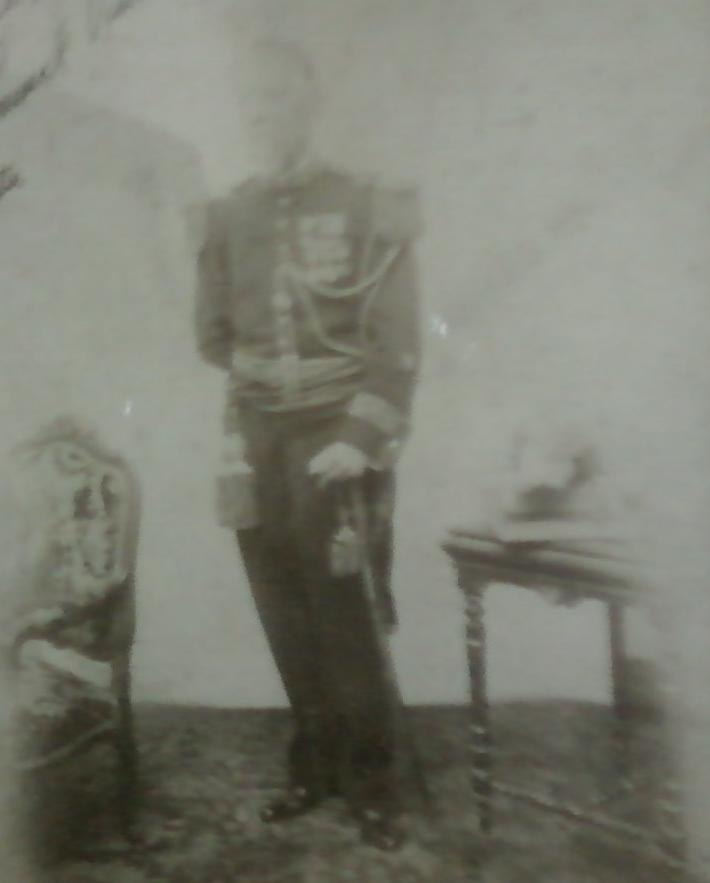
Фотография генерала Лоренцо Винтера в военной форме (ок. 1877 г.)

Он родился в Буэнос-Айресе 11 октября 1842 года в семье немцев. В очень молодом возрасте он присоединился к силам Буэнос-Айреса в его противостоянии с Конфедерацией. В звании младшего лейтенанта он находился в битве при Павоне, а затем продолжил службу на приграничной линии. Находясь в самом разгаре боевых действий в Парагвае, он принимал участие в кровопролитных сражениях при Эстеро-Бельяко и Туюти, а позднее руководил кампанией Итайпу. Вместе с генералом Эмилио Митре он отправился в Корриентес, чтобы принять участие в кампании в Энтре-Риос. Он дослужился до звания подполковника и участвовал во второй кампании против Хорданизма.
В Лагуна-дель-Тигре, уже на границе, он уничтожил индейцев в ожесточенном сражении, а в 1877 году представлял национальную власть на переговорах с крупным вождем мапуче Намункурой. В 1878 году он провел глубокую разведку на территории коренных народов в районе реки Колорадо, рассредоточив силы вождя Хуана Хосе Катриэля. Его активное участие в военной кампании в пустыне имело важное значение, учитывая его обширный опыт в этой области и знание образа действий аборигенов. Он установил первый камень в месте слияния рек Лимай и Неукен в городе Хенераль-Рока.
В конце 1878 года началась первая волна «зачистки» территории между Рвом Альсины и рекой Рио-Негро путем систематических и непрерывных нападений на поселения коренных народов. Полковник Николас Левалле, а затем подполковник Фрейре атаковали Мануэля Намункуру, в результате чего погибло более 200 человек, а полковник Лоренцо Винттер взял в плен Хуана Хосе Катриэля с более чем 500 воинами. Их содержали на острове Мартин-Гарсия.

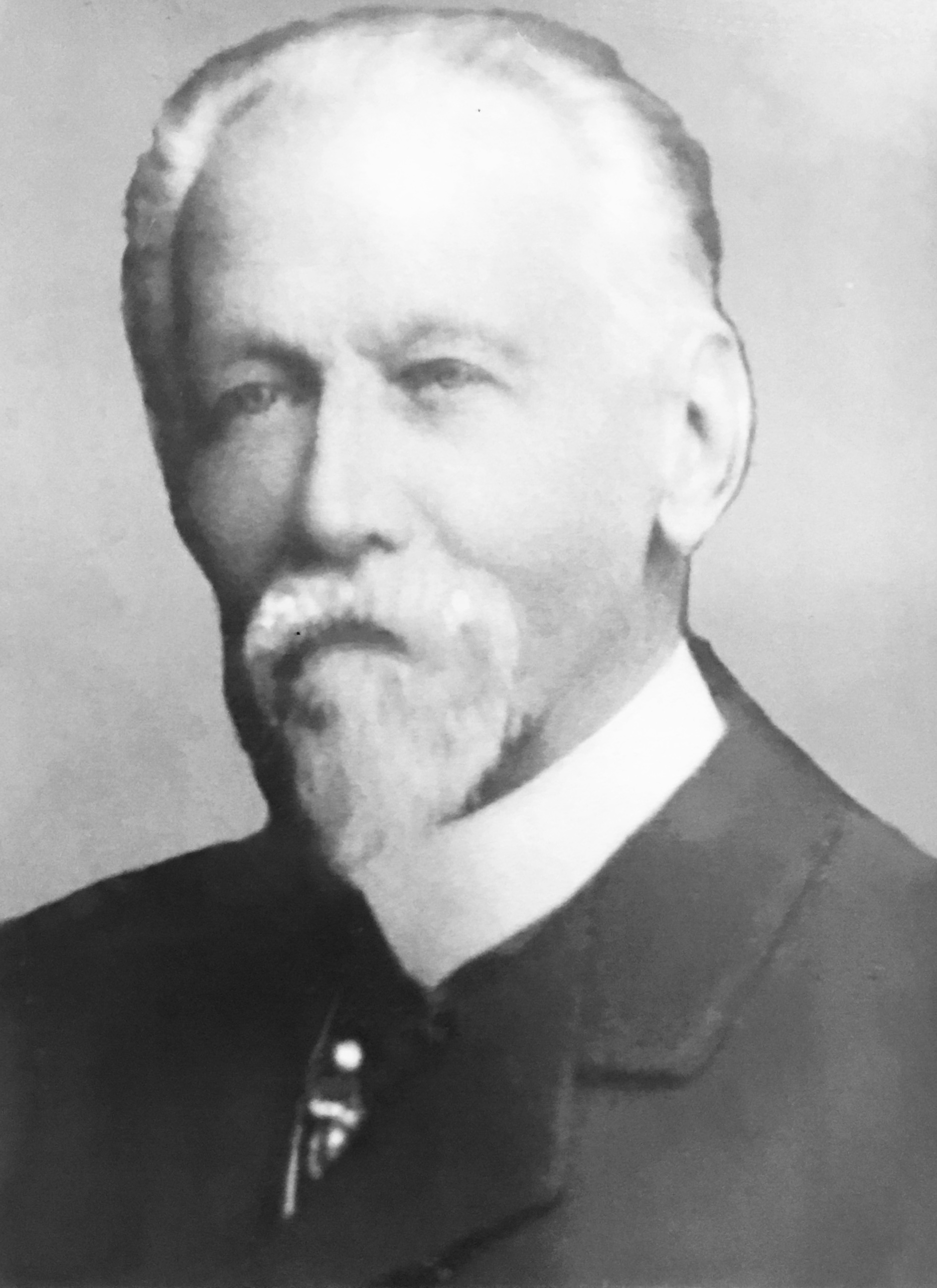
Генерал Лоренцо Винттер

1 сентября 1879 года полковник Лоренцо Винттер основал форт в районе «Фиске Менуко» под названием «Фуэрте Генерал Рока», от которого произошел нынешний город Хенераль-Рока в провинции Рио-Негро.
Назначенный губернатором Патагонии в 1882 году, он предпринял трудный поход, который привел его в Пуэрто-Десеадо. В марте 1884 года он принял командование 2-й армейской дивизией.
Продолжая свою военную карьеру, он занимал различные военные должности: генерал-инспектор кавалерии (1892), начальник штаба (1894), инспектор военных линий (1895). В 1896 году он был назначен начальником Береговой дивизии и получил звание генерал-майора.
В конце XIX века в Южном Чако образовалось несколько населенных пунктов, поэтому было крайне необходимо обеспечить их пропитание. В 1899 году соответствующие власти поручили генералу Лоренцо Винтеру возглавить кампанию.
Несмотря на большую площадь, покрытую этими телами, человеческие жертвы были незначительными, почти нулевыми, чего нельзя сказать о животных, среди которых из-за таких болезней, как болезнь тазобедренного сустава, погибло 1040 лошадей и 490 мулов, то есть 50 % от тех, кто начал поход.
Следует отметить, что в период между Зимней кампанией (1899 г.) и Ростаньо (1911 г.) военные силы имели 152 столкновения с аборигенами, в результате которых погибло более 100 офицеров и солдат.
Этими двумя кампаниями Национальная армия завершила завоевание «зеленой пустыни» в войне с аборигенами, установив дату завершения — 31 декабря 1917 года.
В 1901 году генерал Лоренцо Винттер взял на себя деликатную роль губернатора Формосы, находившегося на подвижной границе с коренным населением.
В 1905 году Винттер вышел в отставку, прослужив 48 лет; Он продолжал служить в Верховном военном и военно-морском совете до 1910 года. Он умер в Буэнос-Айресе в 1915 году.

## Наследие
- В честь генерала озеро в Чубуте названо озером Винттер. Это ледниковое озеро в Андах на границе Аргентины (провинция Чубут) и Чили. В последней стране оно известно как озеро Палена.
- В провинции Рио-Негро (Аргентина), департамент Адольфо Альсина, находится город, который носит его имя рядом с железнодорожной станцией Патагонии.
- Его имя также носит остров на реке Негро, между городами Вьедма и Кармен-де-Патагонес.
- В городе Хенераль Рока, провинция Рио-Негро, исторический музей носит его имя.
- В его честь названы улицы в городах Формоса, Хунин, Вьедма, Кармен-де-Патагонес, Хенераль-Рока, Инхеньеро-Якобаччи, Кабальито, Вилья-Мансано, Кордова, Росон, Министро-Ривадавия, Комодоро-Ривадавия, Эсейса, Пьедра-дель-Агила, Росарио, Трелью, Тренке-Лаукен, Кутраль-Ко, Сан-Фернандо-дель-Валье-де-Катамарка, Хенераль-Пико, Пуэрто-Десеадо, Вилья-де-Майо и Плоттьер.
- В городе Ресистенсия, провинция Чако, средняя школа № 28 названа в честь Лоренцо Винтера, в честь этого солдата, участвовавшего в завоевании территории Чако.